# 吴广义
吴广义（1908年—1985年），河北省承德人，汉族。中国人民解放军高级军官。内蒙古军区骑兵第五师师长、乌兰察布军分区司令员、哲里木盟军分区司令员。

## 生平
东北军出身。为适应平北地区对敌斗争需要，1941年5月八路军平北游击支队奔袭崇礼县狮子沟据点，缴获40多马匹。熊尚林带领二大队打下了大囫囵警察署，缴获50多马匹。在赤城县雕鹗镇石头堡村组建骑兵第一连。几次战斗后，1941年底平北军分区从骑兵一连抽出部分骨干组成了骑兵二连。两个骑兵连合编为第四十团下属的骑兵大队，大队长老红军李忠志，大队政委刘德彪，吴广义任副大队长。海陀山区不适宜骑兵活动，活动在赤城北部的沿坝地区。到1942年春，骑兵大队已发展到300人，人手一支步枪或马枪，还有4挺机枪，部分配马刀，以赤城的马营、松树堡（今属马营乡）和独石口一带为根据地，向坝上沽源、张北、宝昌、崇礼等县据点出击，开辟新区。1943年4月，骑兵大队脱离四十团建制，改编为龙崇赤支队，刘德彪任龙崇赤联合县县委书记兼支队政治委员。1943年春末日伪军近万兵力分六路向龙崇赤根据地铁壁合围，拉网式大扫荡。1943年5月5日在沽源、崇礼交界处伏击日军小岛指挥官和西辛营子警察署署长带领的扫荡部队，击毙小岛指挥官，毙伤30多人，俘30多人。1943年春，四打沽源县谷咀窑子据点。1943年任支队长。1944年，以第四十团副参谋长身份指挥骑兵一连化妆成满洲国军智取小河子据点，缴获上百马匹；同时，骑二连配合八路军四十团第一连攻打西辛营据点，缴获机枪两挺，步枪近百支。随后又打下了大滩据点。1944年10月平北地分委、办事处撤销龙崇赤联合县，所属区域一部分划归邻县，另一部分建立中共赤(城)(沽)源联合县委员会和赤源联合县政府，县委书记方城，县长姚彤华/杨磊之，县支队队长吴广义，陈怀初副政委，李夏祥副支队长，有400多人。赤源联合县辖境南起赤城独石口、东栅子（属镇宁堡），北达坝上草原，东至白河，西到崇礼门扇川。1945年1月，中共中央晋察冀分局决定撤销平北地分委、办事处、支队，恢复建立中共第十二 (平北)地委、行署、军分区。1945年6月，为进一步开辟察北地区，十二地委撤销了赤源联合县建制，将所属区划一部分归赤城县，另一部分划归新组建的沽源县，中共张北工委和张北办事处也相应改建为张北县。1945年的4月下旬，张北工委接收了骑兵大队的二连。5月1号，歼灭敌一个中队，骑兵二连由六十几个人装备到一百二十几个，也给新组建的骑兵三连几十匹马。6月份打下驿马图据点，缴获100来条枪，50多匹马，把骑兵三连完全装备好。根据中共冀察区委的指示，为全面推进察北的抗日斗争，十二地委成立了中共察北地分委、察北办事处和察北骑兵支队。7月，为了区别于十三地委成立的察北地分委、察北办事处和察北支队。遂改称为察蒙地分委、察蒙办事处和察蒙骑兵支队。刘书亭任地分委书记，柴书林、方诚任副书记，柴书林兼察蒙办事处主任。察蒙骑兵支队支队长赖富（军分区司令部作战科长、十团参谋长、四十团团长），吴广义任副支队长，政委刘书亭，副政委萧泽泉、方诚。支队辖3个骑兵连，2个步兵连，共600多人。8月11日，晋察冀军区指示察蒙骑兵支队赴多伦、化德、张北等地与苏蒙联军会师。1945年8月19日至8月22日配合苏蒙联军完成狼窝沟战斗，苏蒙联军击毙日军200余人，俘虏660人，牺牲苏联红军54人、蒙古人民军12人，300多名苏蒙联军官兵负伤。张家口光复后，方诚、吴广义率领八路军察蒙骑兵支队骑兵一连解放张北、康保和尚义，骑兵二连在沽源、多伦、宝昌，骑兵三连解放商都。到1945年的9月初，扩编为3个骑兵团：一连为主组成一团，二连为主组成二团，三连为主与察南的察北地分委陈宗坤带的一个小连共同组成三团。每个团包含三个大骑兵连、两个小骑兵连、一个警通连、一个火力连（重机枪）。政治部主任曾凡有，一团团长吴广义，二团团长李盛才//乔雨生，三团团长胡德利，一团政治部主任李岩。1945年8月，以三个骑兵团为基础，晋察冀军区成立察北军分区（十九军分区），陈宗坤任司令员，赖富任军分区副司令。辖张北、商都、康保、尚义、兴和(1945年10月划出属绥远)、崇礼(1945年10月划入)、化德、多伦、宝源(宝昌、沽源)9个县。从1945年的10月到1946年的8月察北剿匪。解放战争中，察北地区依靠这些骑兵，除了县城和主要的镇店之外，乡村长期坚持住了。对巩固锡察草原解放区，支撑内蒙，起了很大作用。内蒙古锡察军区也组织了两个小骑兵师，配合察北。1949年察北骑兵合编为中国人民解放军骑兵第三师，参加了开国大典。后在张家口万全县跟骑一师、中南骑兵团合编为骑兵第一师，沿革为新疆军区步兵第八师。
1947年1月17日察北地委书记兼军分区政委梁振中、地委副书记苏克勤、军分区司令员陈宗坤、副司令员吴广义指挥察北军分区三个主力骑兵团和康保、宝源、化德三县县大队计1500人，由崇礼挥师北上，取道宝源，西进攻打康保城。1947年1月20日重创敌人之后，部队安全撤往沽源、多伦、丰宁三县交界处。这次攻城，虽未拿下城池，但有力打击了康保守敌的嚣张气焰，鼓舞了康保人民的斗志。
1948年10月成立锡察军区。乌力吉敖喜尔任司令员，吴广义任副司令员，苏克勤为副政委，统一指挥锡察巴乌地区的内蒙古骑兵11师、骑兵16师等部队，担负解放察北地区、占领张北一线，从北面形成对张家口的包围、堵击，防止敌人西逃绥远的战斗任务。1949年5月“内蒙古人民解放军骑兵16师”改称为“中国人民解放军内蒙古军区骑兵第5师”，师长吴广义，刘景平任政委。辖第13、14、15团。全师在师长吴广义、政委寒峰、副政委陈赤虹和参谋长武能齐的率领下于1950年1月中旬从玫瑰营子出发，行军700余里，于2月12日进入伊克昭盟达拉特旗。3月下旬，骑五师师长吴广义、参谋长武能齐和政治部主任张华庭率十三、十四两团的全体指战员，开到伊盟政府所在地札萨克旗，会同伊盟部队和陕北地方武装，经过两个多月数十次战斗，基本肃清盘踞在陕北及伊盟一带的惯匪张廷芝、高怀雄、张世华以及奇玉山、刘宝才和奇门肯等匪帮。1950年7月，伊盟军区接上级命令，由札旗新街迁往达旗小淖，与骑五师合并，成立伊克昭盟军分区，司令员王悦丰，政委高增培，副司令吴广义（1950年7月至1952年6月）、高平，副政委寒峰、陈赤虹，参谋长武能齐，副参谋长胡逢泰。
1957年8月至1958年5月任乌兰察布军分区司令员。1958年5月至1964年7月任哲里木盟军分区司令员。